# 수산네 토르손
수산네 토르손(Susanne Thorson, 1981년 6월 12일 ~ )은 스웨덴의 배우이다.